# Max Kindervater
Max Kindervater (* 1967 in Erlangen) ist ein ehemaliger deutscher Basketballschiedsrichter.

## Leben
Der aus Gmund stammende Kindervater leitete 22 Jahre lang als Schiedsrichter Spiele der Basketball-Bundesliga, 2017 schied er aus dem A-Kader des Deutschen Basketball Bundes (DBB) aus, blieb für den DBB jedoch als Kommissar im Einsatz. Des Weiteren betreute der Mediziner die weibliche U20-Auswahl Deutschlands als Arzt. Während seiner Schiedsrichterlaufbahn kam Kindervater ab 1995 auch im Rollstuhlbasketball zum Einsatz und nahm als Unparteiischer an den Paralympischen Sommerspielen 2004, 2008, 2012 und 2016 sowie Welt-, Europa-, Asien- und Amerikameisterschaften teil.